# Borboriáni
Borboriáni, nebo též borborité, byli gnostickou skupinou působící mezi 4. až 6. stoletím našeho letopočtu v Malé Asii.

## Obecně o skupině
Gnostická skupina borboriánů navazuje na setovskou formu gnóze, návaznost nalezneme v osobě Séta, uctívání Barbeló jako Matky živých, existenci andělů a výstup skrze planetární sféry. Ten je možný pouze, když člověk provádí rituály s modlitbami a je obeznámen s učením o zlé povaze světa a jednáním archontů, nižších božských bytostí, kteří nechtějí, aby se božská částečka obsažená v lidech dostala zpět k pravému nejvyššímu Bohu.
Sami borboriáni si říkali pouze gnostikové. Slovo borborita pochází z řeckého slova βόρβορος, což znamená "bláto"; označení borborité lze tedy přeložit jako "nečistí". Informace o této skupině poskytuje Epifanés ze Salamíny. Podle Epifania se členové skupiny také označovali jmény kodiáni, stratiotikové, zacheové, a další (Pan. 26.3,5), píše také, že skupina vyrostla z učení mikulášenců (Pan. 26.1,1), tedy ze skupiny působící ve 2. století.

## Prameny pro studium borboriánů
Jediný pramen, jenž se zmiňuje o borboriánech, je dílo Panarion, sepsané Epifaniem ze Salamíny ve čtvrtém století našeho letopočtu. Epifanés byl křesťanský hereziolog, který vyvracel myšlenky a nauku skupin, které jinak vykládají učení Ježíše Krista než křesťanská církev. Jednou z těchto skupin byli i borboriáni. Zprávu o borboriánech najdeme ve 26. kapitole Panarionu. Problémem však je, že Epifanés je neobjektivní autor, zatížený křesťanskou vírou a píšící polemiky, které se v jeho době psaly s jasným cílem, a to „vyhrát“ tuto polemiku, avšak s použitím jakýchkoli metod. Je tedy velmi těžké určit, kde začínají vymýšlené věci předkládané jako čistá fakta s cílem zdiskreditovat náboženskou skupinu a ostatní lidi od ní odradit. Některé pasáže jeho zprávy by nasvědčovaly tomu, že i v jeho případě o takový pokus jde. Jedná se hlavně o popis borboriánské eucharistie, při níž mají borboriáni konzumovat sperma a menstruační krev. Mezi gnostiky se sperma používalo jako prostředek ke spáse, ale pouze v přeneseném významu. Je tedy také možné, že Epifanés vzal tento termín doslova, ale vůbec to tak být nemuselo. Důležité však je zmínit i to, že podle zprávy se Epifanés s borboriány osobně setkal v Egyptě a byl dokonce sváděn jejich ženami k pohlavnímu styku (Pan. 26.17,4). Ovšem i tato informace nemusí být pravdivá, je možné, že tuto zmínku Epifanés připojil proto, aby bylo jeho sdělení autoritativnější.

## Borboriánská mytologie
O mýtech, které se šířily mezi přívrženci skupiny borboriánů, víme od Epifania, který ji však ze svého křesťanského pohledu popisuje jako chybnou. Epifanés zmiňuje texty borboriánů, ty se však do dnešní doby nedochovaly. Jsou jimi Otázky Marie, Adamova apokalypsa, Větší otázky Mariiny, Nória (Pan. 26.8,1). Nória měla být Noemova žena, kterou Noe nepustil do archy a archont ji chtěl zničit společně s ostatními bytostmi při potopě světa. Jako pomstu, za nevpuštění do archy, archu zapálila, a to celkem třikrát (Pan. 26.1,7). Jeden z rukopisů z Nag Hammádí vypráví o ženě jménem Nórea. Tedy jméno je velmi podobné ženě, o které píše Epifanés. Zřejmě však tyto dva texty nebyly totožné. Spis Nórea je ovšem také textem setovské gnóze. Nórea je dcerou Adama a Evy, sestrou a ženou Séta. „Pocházela shůry a ocitla se ve světě nedostatku, ale na pravého Boha nezapomněla a modlila se k němu“, vzývá svatou trojici, která je v gnostickém pojetí Otec-Myšlenka světla-Mysl. Vypráví o svém návratu k Bohu a o příslibu Plnosti. Plnost je pak podle závěru spisu přislíbena všem lidem, kteří pochopí božské věci přesně tak, jak je pochopila Nórea. Žena stejného jména se vyskytuje i v Podstatě archontů, kde jsou do ní archonti zamilovaní a chtějí ji svést, ona ovšem vzdoruje, chce na Noemovu archu, ale on ji tam nepustí. Mezi epifanovou Nóriou a Nóreou jsou velké podobnosti, hlavně v jejím vztahu k Noemovi a místem archontů v těchto mýtech.
Borboriáni podle Epifana věřili, že nad zemí se rozkládají nebe, kde jsou jednotliví archonti. V samotném středu je pak Bůh. V prvním nebi se nachází archont Jao, ve druhém Saklas, archont smilstva, ve třetím je Sét, ve čtvrtém David, v pátém Eloaeus, v šestém Jaldabaoth, v sedmém je Sabaot, v osmém nebi je Barbeló, pak jiný Kristus- samoploditel a historický Kristus, který sestoupil na zem a odhalil své vlastnosti (Pan. 26.10,1-4). Kristus ovšem není zrozen z Marie, nýbrž odhalen skrze Marii, také nepřijal tělo, ale pouze vzhled. Archont Sabaot je tvůrcem země a jeho vlastních andělů (Pan. 26.10,6). Díky tomuto stvořiteli země má člověk v sobě božskou částečku, jež se nachází v lidské tvůrčí síle, částečku je nutné navrátit k pravému Bohu. Proto po smrti duše člověka vystupuje přes jednotlivá nebesa a archonty, aby bylo možné přes ně projít, je nutné poznání o archontech. Ti jsou totiž věznitelé světa, kteří duše lidí polykají a přes svůj falus je vrací zpět na svět, tedy je nepustí k Bohu. Podle borboriánů však člověk zasvěcený do tohoto poznání a vykonávající borboriánské rituály projde přes archonty. Duše s poznáním se může dostat k Barbeló, což je matka živých, u ní je cíl duše (Pan. 26.10,8-9). V borboriánských mýtech je velká úloha přisouzena Barbeló, která uschovává duše lidí, proto je podle některých i označení borboriánů odvozeno právě od ní. Borboriáni také Barbeló uctívají.

## Borboriánské rituály
Epifanés nás také informuje o borboriánských rituálech. Ty by mohly být hlavní bodem Epifánova pokusu o diskreditaci této gnostické skupiny. Hlavním rituálem, který měli borboriáni vykonávat, byla eucharistie. Borboriáni také přijímali tělo a krev Krista, ale v jejich případě nemělo jít o chléb a víno jako u křesťanů. Údajně místo chleba používali sperma a místo vína menstruační krev. Obojí také mělo být v rámci rituálu konzumováno. Celý rituál podle Epifania měl vypadat asi tak, že při něm lidé souložili, po skončení pohlavního aktu ženy vzaly do rukou sperma a pozvedli ho nad hlavu se slovy „nabízím ti tento dar, tělo Krista“, následovala konzumace spermatu. Poté měli pozvednout nad hlavu menstruační krev, a to se slovy „tohle je krev Krista“, pak měla následovat také její konzumace (Pan. 26.4,3; 26.4,8). Borboriáni měli mít společné ženy. Pohlavní styk borboriánů, podle Epifania, nesloužil k plození dětí, ale právě za účelem získaní spermatu, což znamená, že borboriánští muži nesměli ejakulovat do partnerky, ale mimo. Ovšem někdy se to nepodařilo, když se stalo, že žena otěhotněla, tak v určité fázi těhotenství jí byl plod vyňat a také rituálně konzumován. K plodu se přidával med, pepř a další koření. Cesta ke spáse, tedy k navrácení božské částečky, měla u této gnostické skupiny vést přes chtíč, ten však nemusel být ukojen pouze pohlavním stykem, ale i masturbací, po které se měl borborián modlit a sníst semeno. (Pan. 26.5,2-7) Každý pohlavní styk měl mít své jméno, které bylo podle jednotlivých archontů, a při konkrétním pohlavním styku se toto jméno vyslovovalo. (Pan. 26.9,6) Ani homosexuální styky údajně nebyly mezi borboriány zakázány, a to jak mezi ženami, tak mezi muži (Pan. 26.11,7). Podle jednoho z jejich spisů se pohlavnímu styku nevyhýbala ani Marie. A také nabádala borboriány „tak musíme činit, abychom mohli žít“ (Pan. 26.8,1). Tento výrok však kontrastuje s tím, co bylo řečeno výše, protože, jestliže výrok byl myšlen jako plození dětí, pak je s tím neslučitelné vyjímání plodu z ženy. Tato nesrovnalost tedy může nasvědčovat tomu, že Epifanés si pojídání nenarozených dětí borboriány pouze vyfabuloval.
Ústřední roli hrálo sperma i u mikulášenců, kteří měli za to, že Barbeló se zjevuje v krásné podobě a obírá muže o jejich semeno přes jejich chtíč.
Borboriáni také nedodržují půst, protože podle nich má každé zvíře a rostlina duši, kterou je potřeba dostat zpět k Bohu, a tím, že jí vše a pořád, duše shromažďují. (Pan. 26.9,3)
Jako autoritativní používají i texty Nového zákona. (Pan. 26.6,1)

### Prameny
- Wolf B. Oerter, Petr Pokorný (eds.), Rukopisy z Nag Hammádí, Praha: Vyšehrad, 2008,356 s. ISBN 978-80-7021-875-4.
- Wolf B. Oerter (ed.), Rukopisy z Nag Hammádí, Praha: Vyšehrad, 2009, 200 s. ISBN 978-80-7429-017-6.
- Einar Thomassen, Johannes van Oort (eds.), The Panarion of Epiphanius of Salamis, Leiden: Koninklijke Brill NV, 2009, 439s. ISBN 978-90-04-17017-9.

### Sekundární literatura
- Roelof van den Broek, „Borborites“, in: Wouter J. Hanegraaff (ed.), Distionary of Gnosis and Western Esotericism, Leiden:Koninklijke Brill NV, 2006, 1228 s, 194-196. ISBN 978-90-04-15231-1.
- Kurt Rudolph, Gnóze: podstata a dějiny náboženského směru pozdní antiky, Praha: Vyšehrad, 2010, 450 s. ISBN 978-80-7021-947-8.